# 18. Unterseebootsflottille
De 18. Unterseebootsflottille was een opleidingseenheid van de Duitse Kriegsmarine. De eenheid werd in januari 1945 opgericht en kwam onder leiding te staan van Rudolf Franzius.
Vier U-Boten maakten tijdens het bestaan van de eenheid deel uit van de 18. Unterseebootsflottille. De eenheid zat tijdens haar gehele bestaan gevestigd in Hela Hoewel de eenheid officieel dienstdeed als trainingseenheid, werd ze vooral ingezet in de Oostzee. Ze kwam daar in aanraking met de Rode Vloot. Na drie maanden, in maart 1945, werd de eenheid vanwege het oprukkende Rode Leger officieel opgeheven.

## Commandanten
- januari 1945 - maart 1945 - Korvettenkapitän Rudolf Franzius[1]

## Inzet U-Boten
De eenheid maakte gebruik van drie verschillende type U-boten, namelijk Type VIIC, Type VIIC/41, Type UD-4.

### Type VIIC
U 1161, U 1162

### Type VIIC/41
U 1008

### Type UD-4
UD 4